# Karura Mau!
Hengen Taima Yakō Karura Mau! (変幻退魔夜行カルラ舞う! Hengen Taima Yakō Karura Mau!?, "Desfile Nocturno de Exorcismos Fantasmagóricos - ¡Danza Karura!"), también conocida como simplemente Karura Mau! (カルラ舞う! Karura Mau!?), es una serie de manga japonesa creada por Kiichi Nagakubo. Sus dos primeros volúmenes fueron adaptados a un largometraje de animación en 1989 y una serie de OVA en 1990 respectivamente. Se le considera uno de los trabajos pioneros y más importantes en el género "occult action" de los años 80 y 90, además del género de ficción onmyoji de la misma época. Después de que la serie terminase en 2018, recibió otra serie en forma de precuela, Sukuna o Koroshita Kami-hen, en 2020.

## Argumento
Durante siglos, Japón ha sido protegido desde las sombras por la familia Ōgi, un clan de exorcistas que se enfrentan a las amenazas sobrenaturales bajo la protección de su deidad patrona Karura. Nacidas en la trigésimo octava generación de la familia, las hermanas Shoko y Maiko están dotadas del poder del Pergamino del Cielo y el Pergamino de la Tierra, que les permiten ver y desterrar espíritus malignos. A lo largo de la serie, las hermanas se verán ayudadas en esta tarea por el espiritista Kenmochi y el agente de policía especial Nishikiori, y su trabajo les llevará a los rincones más remotas de Japón enfrentándose a poderosos enemigos.

## Personajes
Shōko Ōgi (扇翔子?)
Seiyu: Hiromi Tsuru
La más madura de las hermanas. Shoko posee el Pergamino del Cielo y la habilidad de percibir fuerzas espirituales. Es serena e inteligente y posee cabello negro. Su hermana la apoda "Shii-chan".
Maiko Ōgi (扇舞子?)
Seiyū: Yuriko Yamamoto
Más energética y extrovertida que su hermana, así como menos intelectual, Maiko posee el Pergamino de la Tierra y la facultad de devolver espíritus al otro mundo. Tiene cabello rojo y afinidad con los deportes, teniendo un cinturón negro en aikido tradicional.
Oumi Ōgi (扇千景?)
Seiyū: Naoko Kyoda
La abuela de las hermanas y matriarca de la familia. Aunque se encuentra retirada, les ayuda con su sabiduría y poder en momentos de necesidad.
Tsukasa Kenmochi (剣持司?)
Seiyū: Kaneto Shiozawa
Un poderoso onmyoji que trabaja como acupunturista en su vida diaria. Conocido como el "Guardián de la Muerte Oscura" (闇の死繰人 Yami no Shiguruto?), es un descendiente secreto de Abe no Seimei y persigue a los que dan malos usos a la magia. Utiliza agujas especiales llamadas amagihagiri (天羽々切?).
Chikae Ikeda (池田近江?)
Seiyū: Keiichi Nanba
Un estudiante serio y centrado, con habilidades espirituales y entrenamiento en kenpo. Las hermanas le conocen en su primera misión en la prefectura de Nara, donde el padre de Chikae había sido asesinado mediante una maldición. Tras ello, se une al grupo y se convierte en el aprendiz de Kenmochi. A lo largo de la serie desarrolla una atracción hacia Maiko.
Nishikiori (錦織彰?)
Seiyū: Yusaku Yara
Nishikiori es un veterano de la policía japonesa destinado. Inicialmente descreído hacia todo lo relacionado con la magia, se le destina habitualmente a misiones relacionadas con esta temática, actuando como guardaespaldas y contacto para las hermanas.
Wani (和珥?)
Seiyū: Asami Mukaidono
Un fantasma inquieto (onryo) del período Nara. Ataca a las hermanas en su primera misión, pero posteriormente se convierte en su aliada, protegiéndolas a veces de otros espíritus.
Hiroe Ikeda (辰王?)
Seiyū: Masashi Hironaka
El medio hermano de Chikae. Participó en la conspiración que asesinó al padre de ambos, aunque más tarde la abandonó para continuar por su propio camino. A veces actúa como aliado del equipo, manteniendo una rivalidad con Kenmochi. Cuando no desea ser reconocido, utiliza la identidad del Rey Dragón (辰王 shinno?), un extraño personaje enmascarado.

## Recepción
La página de crítica Starcrossed Anime describió la adaptación en OVA como "un thriller de horror puro y sin adulterar", aclamando también su banda sonora y animación.